# Kbk wz. 88 Tantal
Kbk wz. 88 Tantal (пол. 5,45 mm karabinek wz. 88 Tantal) — польский автомат, созданный на базе 7,62-мм автомата АКМ, конструктивный аналог советского АК-74.

## История
Польская Народная Республика стала третьей страной ОВД (после ГДР и Болгарии), принявшей решение о перевооружении на 5,45-мм автомат Калашникова. В 1980 году на оружейном заводе № 11 в Радоме начались работы по созданию нового автомата под малоимпульсный патрон 5,45×39 мм, которые проходили с учетом ранее выполненных НИОКР по модернизации 7,62-мм автомата АКМ (производившегося по лицензии). В конструкцию были внесены некоторые изменения — в сравнении с АК-74, экспериментальный автомат kbk wz.81 получил другой пламегаситель (для возможности отстрела винтовочных гранат), складной приклад по образцу немецкого MPiKMS-72 и возможность установки складной сошки.
В 1983 году завод № 21 в городе Скаржиско-Каменна освоил выпуск патронов 5,45х39 мм. 
Первая партия автоматов образца 1981 года была отправлена на полигонные испытания в 1986 году, по результатам которых они были направлены на доработку (так как магазины wz.81 оказались невзаимозаменяемыми с магазинами АК-74, но при этом могли быть присоединены к 7,62-мм автомату kbk AK). Кроме того, по сравнению с АКМС автомат wz.81 оказался слишком длинным и не помещался в стандартные крепления для личного оружия экипажей в боевых машинах пехоты BWP-1, самоходных орудиях 2С1 и некоторых других образцах бронетехники.
Перед войсковыми испытаниями, автомат был подвергнут некоторым усовершенствованиям: стали применяться затворная рама, затвор и магазины, аналогичные таковым у АК-74 (изначально разработчики старались максимально унифицировать автомат с АКМ), а также был доработан ограничитель длины очереди. По результатам испытаний было установлено, что автомат удовлетворяет требованиям.
В конце 1987 года был изготовлен первый прототип wz.88, в первом полугодии 1988 года состоялись их войсковые испытания.
В 1990 году автомат был отправлен на эксплуатационные испытания, а в 1991 был принят на вооружение Польши.
В 1990 году был разработан вариант Tantal под патрон 5,56×45 мм — Kbk wz. 90, серийно не выпускавшийся.
В дальнейшем, Польша переориентировалась на сотрудничество с НАТО (в феврале 1994 года началось сотрудничество с НАТО по программе «Партнерство ради мира»), стандартным патроном которого являлся 5,56×45 мм. В середине 1990х годов был разработан и принят на вооружение автомат wz.96 Beryl и началось постепенное перевооружение войск. В октябре 2014 года агентство военного имущества министерства обороны Польши разрешило продажу избыточного стрелкового оружия, не соответствующего стандартам НАТО (в том числе, 2,5 тыс. автоматов «Тантал»).

## Описание
В отличие от АК74 польский автомат мог вести огонь не только одиночными выстрелами и непрерывными очередями, но и фиксированными очередями по 3 патрона. Двухпозиционный предохранитель расположен на правой стороне ствольной коробки, а трёхпозиционный переводчик — слева над спусковой скобой. Ствол изготовлен методом холодной ковки, с хромированным каналом.
22-мм дульный тормоз-пламегаситель позволяет использовать винтовочные гранаты. Также возможна установка сошек, 40-мм подствольного гранатомёта Kbk-g wz. 1974 «PALLAD» или штык-ножа. Цевьё и ствольная накладка выполнены из ударопрочного пластика и крепятся съемной передней обоймой. Складной приклад аналогичен таковому у восточногерманского MPi-KMS-72.

## Варианты и модификации

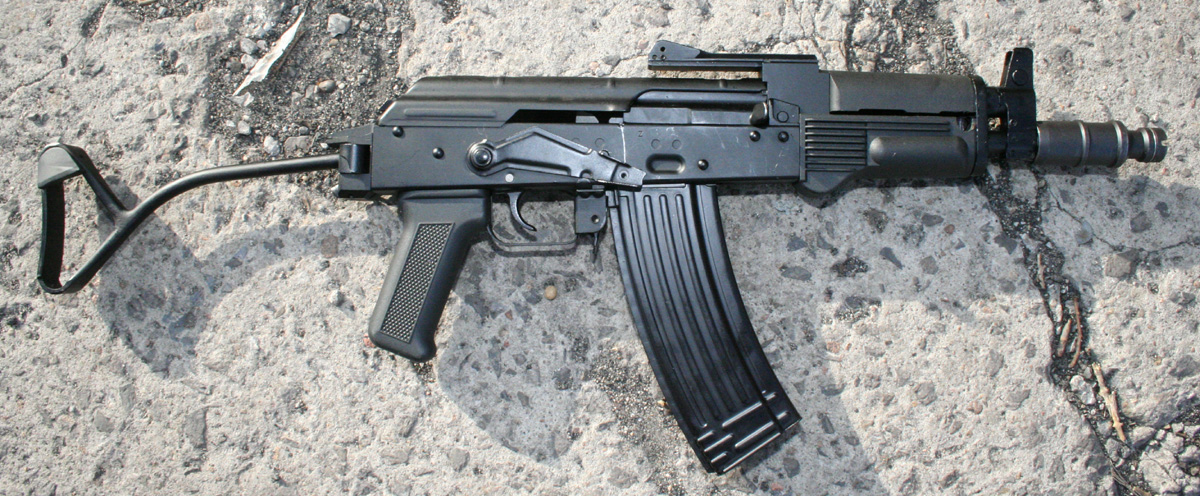
автомат Skbk wz.89 «Оникс»

- kbk wz. 81 — экспериментальный автомат образца 1981 года[2];
- 5,45 mm karabinek wz. 1988 (kbk wz. 88 Tantal) — стандартный автомат;[2]
- 5,45 mm karabinek wz. 88 (wersja nocna) — автомат с планкой для крепления ночного прицела НСПУ (или оптического прицела ZFK 4x25);
- 5,45 mm karabinek wz. 89 (Skbk wz. 89 Onyks) — компактный автомат с укороченным до 216 мм стволом, измененным пламегасителем. Разработан в 1987—1988 годы в Институте техники и вооружения в Радоме, в 1990 году была выпущена опытная партия[4] (всего изготовлено 200 шт., поступивших на вооружение спецподразделений)[2];
- 5,56 mm karabinek wz. 1990 (kbk wz. 90 Tantal) — модификация автомата под патрон 5,56×45 мм НАТО.

## Страны-эксплуатанты
- Польша — до 2004 года использовались польским подразделением UNIFIL в Ливане, но после израсходования складских запасов патронов 5,45х39 мм были сняты с вооружения[2]
- Ирак — в 2005 году закуплено 10 тыс. шт.[5]